# Crocidura andamanensis
Crocidura andamanensis је сисар из реда Soricomorpha и фамилије Soricidae.

## Угроженост
Ова врста је крајње угрожена и у великој опасности од изумирања.

## Распрострањење
Ареал врсте је ограничен на једну државу. 
Индија је једино познато природно станиште врсте.

## Станиште
Станиште врсте су шуме.